# Fiat Dovunque 33
Il Fiat Dovunque 33 è un autocarro leggero fuoristrada, prodotto in Italia ed impiegato durante la Guerra d'Etiopia dal Regio Esercito.

## Storia
Nel 1931 la Fiat Veicoli Industriali sviluppò l'autocarro Fiat 612 partendo dal precedente Fiat 611 C (Coloniale), un tre assi prodotto in alcuni esemplari per uso coloniale per il Regio Esercito e dal quale era derivata anche la autoblindo Fiat 611. Dopo accurate prove di valutazione, il Regio Esercito decise di adottarlo con il nome di Dovunque 33, proprio ad indicare le capacità fuoristrada del mezzo.
Fu assegnato ai reggimenti di artiglieria come mezzo di comando e collegamento. Fu anche adottato in una versione con proiettore fotoelettrico da 120 millimetri per le batterie antiaeree.
Nel 1935, 82 esemplari ebbero il loro primo impiego operativo nella Guerra d'Etiopia, dove la mobilità si confermava eccellente, mentre il motore si dimostrò sottopotenziato e la condotta difficile. Le esperienze sul fronte portarono la Fiat a migliorare il progetto, fino a presentare nel settembre 1935 il prototipo di un Dovunque rivisto e migliorato, che sarà prodotto dalla controllata Società Piemontese Automobili come SPA Dovunque 35 e che sostituirà il 33 sul mercato.

## Tecnica
L'impostazione del mezzo riprende quella del Fiat 611 C, basata su un autotelaio a longheroni su tre assi, con le prime due ruote singole e direttrici e le quattro posteriori gemellate motrici. Queste ultime, in caso di terreno cedevole, possono montare una coppia di cingoli. Il primo interasse misura 2700 mm, il secondo 1000 mm, mentre la carreggiata misura 1470 mm sull'asse anteriore e 1500 mm sui posteriori. Dalla autoblindo Fiat 611, nata dallo stesso autocarro, il dovunque riprende l'originale disposizione delle due ruote di scorta, poste in folle a 250 mm dal suolo tra il primo ed il secondo asse in modo da facilitare il superamento di ostacoli. Il motore è un Fiat 122B a benzina, a 6 cilindri da 2953 cm³, erogante 46 hp a 2400 giri/min, con trasmissione cardanica e cambio a 4 marce avanti e 1 indietro, che con il riduttore, inseribile manualmente, diventano 8 velocità più 2 retromarce. 
A differenza dei predecessori, la cabina è avanzata, a due posti con guida a destra e con tettuccio in tela pieghevole. Il cassone posteriore, in legno, può trasportare 20 soldati o 2000 kg di carico.